# حسین پورحمیدی
حسین پورحمیدی (زادهٔ ۶ فروردین ۱۳۷۷، شوشتر) بازیکن فوتبال اهل ایران است که در پست دروازه‌بان برای باشگاه فوتبال خیبر خرم آباد بازی می‌کند.
وی همچنین برادر دوقلوی حسن پورحمیدی بازیکن و دروازه بان استقلال خوزستان است.

## عملکرد باشگاهی

### استقلال خوزستان
پورحمیدی نخستین قرارداد حرفه‌ای خود را در سال ۱۳۹۵ با تیم استقلال خوزستان بست و ۲ سال به عنوان گلر ذخیره این تیم فعالیت کرد اما با شروع فصل ۹۸–۱۳۹۷ وی دروازه‌بان اصلی این تیم شد و نخستین بازی رسمی‌اش برای این استقلال خوزستان را نیز در هفته نخست همان فصل مقابل ماشین‌سازی تبریز انجام داد.
علی‌رغم نمایش ضعیف تیم استقلال خوزستان در آن فصل که در نهایت نیز منجر به سقوط این تیم شد، پورحمیدی توانست با بازی‌های خوب توجهات را به خود جلب کند و حتی نمایش خوب او مقابل ذوب‌آهن در هفته هفتم موجب شد تا او در تیم منتخب هفته از نظر ورزش سه قرار بگیرد.

### استقلال تهران
وی در سال ۱۳۹۸ با قراردادی ۲ ساله به باشگاه فوتبال استقلال تهران پیوست. او در سال ۱۳۹۹ به صورت قرضی به تیم آلومینیوم اراک پیوست. تیم استقلال در نیم فصل دوم لیگ ۱۴۰۰–۱۳۹۹ در ازای خرید سعید مهری او را به تراکتور فروخت و پورحمیدی تحت قرارداد دائم این باشگاه درآمد.

### آلومینیوم اراک
وی در پاییز ۱۳۹۹ با قراردادی قرضی به طول یکسال به آلومینیوم اراک پیوست. او سال ۱۴۰۲ با ثبت عملکردی درخشان از این تیم جدا شد و به تیم تراکتور پیوست.

### تراکتور
پورحمیدی در زمانی که از سوی استقلال به باشگاه آلومینیوم اراک قرض داده شده بود با عقد قراردادی دائم به باشگاه تراکتور پیوسته بود، سرانجام از فصل ۱۴۰۳–۱۴۰۲ به این باشگاه آمد و هم‌اکنون در تراکتور بازی می‌کند.

## آمار باشگاهی
| عملکرد                | عملکرد                | عملکرد                | لیگ      | لیگ      | جام      | جام      | قاره‌ای | قاره‌ای   | مجموع | مجموع    |
| فصل                   | باشگاه                | لیگ                   | بازی     | کلین شیت | بازی     | کلین شیت | بازی   | کلین شیت | بازی  | کلین شیت |
| —                     | —                     | —                     | لیگ برتر | لیگ برتر | جام حذفی | جام حذفی | آسیا   | آسیا     | مجموع | مجموع    |
| --------------------- | --------------------- | --------------------- | -------- | -------- | -------- | -------- | ------ | -------- | ----- | -------- |
| ۲۰۱۷–۲۰۱۸             | استقلال خوزستان       | لیگ برتر              | ۰        | ۰        | ۰        | ۰        | –      | –        | ۰     | ۰        |
| ۲۰۱۸–۲۰۱۹             | استقلال خوزستان       | لیگ برتر              | ۱۶       | ۴        | ۰        | ۰        | –      | –        | ۱۶    | ۴        |
| مجموع استقلال خوزستان | مجموع استقلال خوزستان | مجموع استقلال خوزستان | ۱۶       | ۴        | ۰        | ۰        | –      | –        | ۱۶    | ۴        |
| ۲۰۱۹–۲۰۲۰             | استقلال تهران         | لیگ برتر              | ۰        | ۰        | ۰        | ۰        | ۰      | ۰        | ۰     | ۰        |
| مجموع استقلال         | مجموع استقلال         | مجموع استقلال         | ۰        | ۰        | ۰        | ۰        | ۰      | ۰        | ۰     | ۰        |
| ۲۰۲۰–۲۰۲۱             | آلومینیوم اراک        | لیگ برتر              | ۲۷       | ۱۱       | ۳        | ۲        | –      | –        | ۳۰    | ۱۳       |
| ۲۰۲۱–۲۰۲۲             | آلومینیوم اراک        | لیگ برتر              | ۲۹       | ۱۴       | ۴        | ۱        | –      | –        | ۳۳    | ۱۵       |
| ۲۰۲۲–۲۰۲۳             | آلومینیوم اراک        | لیگ برتر              | ۳۰       | ۱۷       | ۱        | ۱        | –      | –        | ۳۱    | ۱۸       |
| مجموع آلومینیوم       | مجموع آلومینیوم       | مجموع آلومینیوم       | ۸۶       | ۴۲       | ۸        | ۴        | –      | –        | ۹۴    | ۴۶       |
| ۲۰۲۳–۲۰۲۴             | تراکتور               | لیگ برتر              | ۳۰       | ۱۸       | ۲        | ۰        | ۱      | ۰        | ۳۳    | ۱۸       |
| مجموع تراکتور         | مجموع تراکتور         | مجموع تراکتور         | ۳۰       | ۱۸       | ۲        | ۰        | ۱      | ۰        | ۳۳    | ۱۸       |
| مجموع آمار            | مجموع آمار            | مجموع آمار            | ۱۳۲      | ۶۴       | ۱۰       | ۴        | ۱      | ۰        | ۱۴۳   | ۶۸       |

## آمار ملی

### بازی‌های ملی
تا تاریخ ۱۳ ژوئن ۲۰۲۳
| ایران | ایران | ایران    |
| سال   | بازی  | کلین شیت |
| ----- | ----- | -------- |
| ۲۰۲۳  | ۱     | ۱        |
| مجموع | ۱     | ۱        |

## افتخارات

### باشگاهی

#### استقلال خوزستان
- قهرمانی لیگ برتر (۱): ۹۵–۱۳۹۴

#### استقلال تهران
- نایب قهرمانی لیگ برتر (۱): ۹۹–۱۳۹۸
- نایب قهرمانی جام حذفی (۲): ۹۹–۱۳۹۸، ۱۴۰۰–۱۳۹۹

#### آلومینیوم اراک
- نایب قهرمانی جام حذفی (۱): ۰۱–۱۴۰۰:

#### تراکتور
- لیگ برتر خلیج فارس (۱): ۰۴–۱۴۰۳
- افتخارات فردی
- بیشترین تعداد کلین شیت در لیگ برتر ۰۳–۱۴۰۲ با ۱۸ کلین شیت
- جایزه دروازه بان سال فوتبال ایران در فصل ۱۴۰۳_۱۴۰۲